# Aschitus mongolicus
Aschitus mongolicus är en stekelart som först beskrevs av Svetlana N. Myartseva 1982.  Aschitus mongolicus ingår i släktet Aschitus och familjen sköldlussteklar. Inga underarter finns listade.